# Zsigmondy Dénes
Zsigmondy Dénes (eredeti neve: Liedemann Dénes) (Budapest, 1922. április 9. – Ambach, 2014. február 15.) magyar hegedűművész, zenepedagógus.

## Életpályája
1944-ben változtatta meg nevét Liedemann-ról Zsigmondy-ra, apai nagyanyja után. A budapesti Zeneakadémián Kresz Géza, Weiner Leó és Waldbauer Imre tanítványaként tanult hegedülni; a tudományegyetem művészettörténet szakán végzett. 1944-ben elhagyta Magyarországot. 1945 után az NSZK-ban tanított. 1946-ban Németországban telepedett le. 1972-től a seattle-i Washington Egyetem tanára, a Bostoni Egyetem vendégprofesszora volt. 1977-től Magyarországon és Bajorországban tartott mesterkurzusokat. 1978-tól a starnbergi Holzhauseni Zenei Fesztivál igazgatója volt. 1986-tól a salzburgi Nyári Akadémia hegedűkurzusának vezetője volt.
Mesterkurzusokat tartott még Bostonban, San Franciscoban, Hongkongban is. Barátság fűzte Kodály Zoltánhoz, Bartók Bélához, Ligeti Györgyhöz és Kurtág Györgyhöz. Szólistaként bejárta az egész világot. Sok hegedű- és zongoraszonatát feleségével, Anneliese Nissen zongoraművésszel közösen játszott el.

## Családja
Édesapja, Hugo Liedemann mérnök volt. 1947–2014 között Anneliese Nissen zongoraművész volt a felesége. Apai nagyanyja révén rokonságban állt Zsigmondy Richárd Nobel-díjas kémikussal és Zsigmondy Vilmos bányamérnökkel is. Egy másik rokona volt Zsigmondy Emil, a neves hegymászó is.

## Média
| Sonatina in D major, D. 384 Probléma esetén lásd:Médiafájlok kezelése. Sonatina in A minor, D. 385 Probléma esetén lásd:Médiafájlok kezelése. Sonatina in G minor, D. 408 Probléma esetén lásd:Médiafájlok kezelése. | Sonata (Duo) in A major, D. 574 Probléma esetén lásd:Médiafájlok kezelése. Rondeau brillant in B, D. 895 Op. 70 Probléma esetén lásd:Médiafájlok kezelése. Fantasy in C major, D. 934 Probléma esetén lásd:Médiafájlok kezelése. |

## Díjai
- A Magyar Köztársasági Érdemrend középkeresztje (1997)